# 爱庐
爱庐是中国上海市的一座历史建筑，位于中國上海市徐汇区天平路街道东平路9号的上音附中內。该建筑为法国风格，当时位于上海法租界贾尔业爱路。

## 历史
1927年，宋子文买下这幢花园洋房，作为宋美龄的结婚陪嫁。1927年12月，蒋介石和宋美龄的结婚新房即设于此，蒋介石题名为“爱庐”。随后二人前往浙江莫干山度蜜月。後來該建築成為上音附中的辦公室。
2007年为徐汇区文物保护单位，2014年4月4日，列为第八批上海市文物保护单位。